# Lijst van NXT North American Champions
Dit is een chronologische lijst van NXT North American Champions, een professioneel worstelkampioenschap van WWE, exclusief op de NXT brand. Het is een van de drie secundaire kampioenschappen in WWE, samen met het United States Championship op Raw en het Intercontinental Championship op SmackDown.

## Titel geschiedenis
| Nr.            | Kampioen              | #              | Datum             | Stad                   | Evenement                 | Opmerkingen |
| -------------- | --------------------- | -------------- | ----------------- | ---------------------- | ------------------------- | --- |
| 1              | Adam Cole             | 1              | 7 april 2018      | New Orleans, Louisiana | NXT TakeOver: New Orleans | Won van EC3, Killian Dain, Adam Cole, Ricochet, Lars Sullivan en Velveteen Dream in een 6-man ladder match om inaugurele kampioen te worden. |
| 2              | Ricochet              | 1              | 18 augustus 2018  | Brooklyn, New York     | NXT TakeOver: Brooklyn 4  | [ 2 ] |
| 3              | Johnny Gargano        | 1              | 26 januari 2019   | Phoenix, Arizona       | NXT TakeOver: Phoenix     | Gargano zijn reign eindigde op 20 februari 2019.                                                                                             |
| 4              | Velveteen Dream       | 1              | 30 januari 2019   | Winter Park, Florida   | NXT                       | [ 4 ] |
| 5              | Roderick Strong       | 1              | 18 september 2019 | Winter Park, Florida   | NXT                       | [ 5 ] |
| 6              | Keith Lee             | 1              | 22 januari 2020   | Winter Park, Florida   | NXT                       | [ 6 ] |
| Vacant gesteld | Vacant gesteld        | Vacant gesteld | 15 juli 2020      | Winter Park, Florida   | NXT                       | Keith Lee stelde de titel vacant twee weken na het winnen van het NXT Championship om zich te concentreren op het verdedigen van de laatste. |
| 7              | Damian Priest         | 1              | 22 augustus 2020  | Winter Park, Florida   | NXT TakeOver XXX          | [ 7 ] |
| 8              | Johnny Gargano        | 2              | 28 oktober 2020   | Orlando, Florida       | NXT: Halloween Havoc      | Dit was een Devil's Playground match. |
| 9              | Leon Ruff             | 1              | 11 november 2020  | Orlando, Florida       | NXT                       | [ 9 ] |
| 10             | Johnny Gargano        | 3              | 6 december 2020   | Orlando, Florida       | NXT TakeOver: WarGames    | Dit was een Triple Threat match. |
| 11             | Bronson Reed          | 1              | 18 mei 2021       | Orlando, Florida       | NXT                       | Dit was een Steel Cage match. |
| 12             | Isaiah "Swerve" Scott | 1              | 29 juni 2021      | Orlando, Florida       | NXT                       | [ 12 ] |